# Station Sarreguemines
Station Sarreguemines is een spoorwegstation in de Franse gemeente Sarreguemines.

## Treindienst

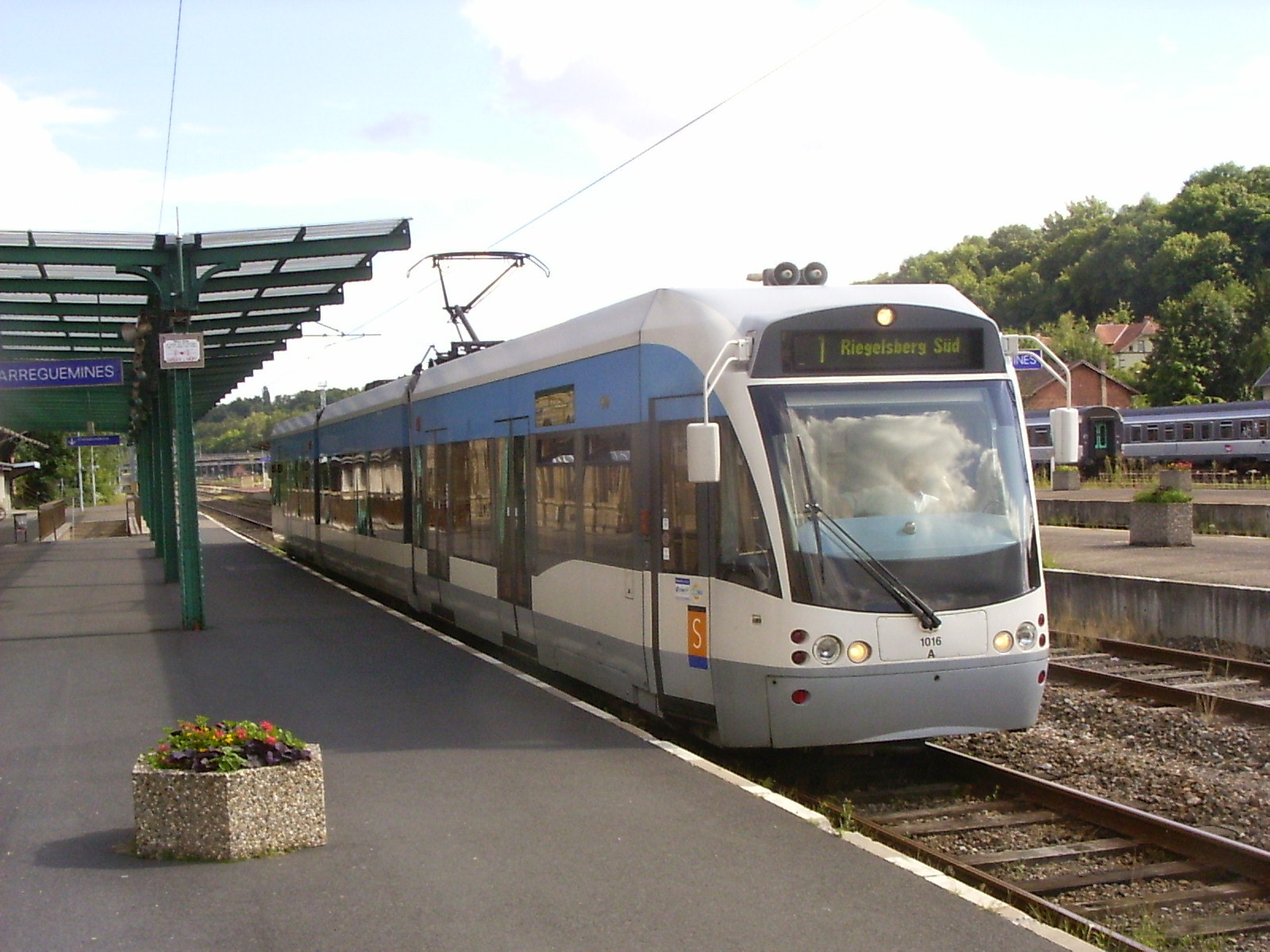
Tramstel Saarbahn te Sarreguemines

| Serie           | Treinsoort           | Route                                                           | Bijzonderheden         |
| --------------- | -------------------- | --------------------------------------------------------------- | ---------------------- |
| TER 86300 RE 19 | TER (SNCF)           | Strasbourg-Ville – Mommenheim – Sarreguemines – Saarbrücken Hbf | Rijdt eenmaal per dag. |
| TER 830900      | TER (SNCF)           | Strasbourg-Ville – Kalhausen – Sarreguemines                    |                        |
| STB 1           | Stadtbahn (Saarbahn) | Sarreguemines – Brebach – Saarbrücken Hbf – Lebach-Jabach       |                        |